# Faculté des sciences d'Agadir

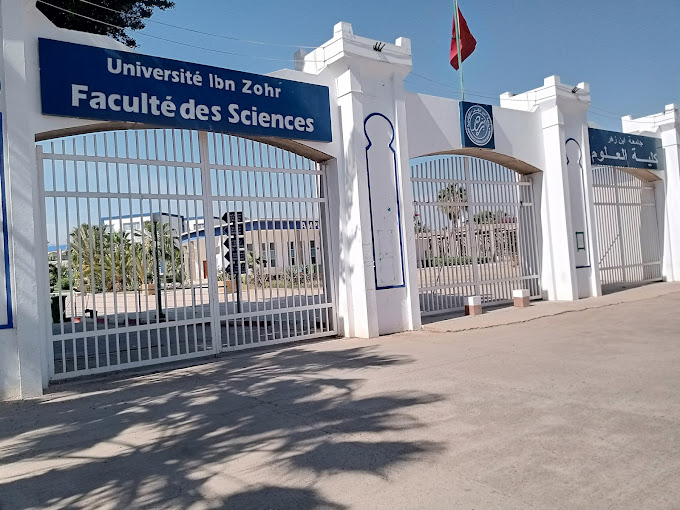
Image de la Faculté des Sciences d'Agadir

La Faculté des Sciences d’Agadir est un établissement public d’enseignement supérieur marocain, créée en 1984. Elle dispense une formation scientifique en physique, mathématiques, chimie, biologie, informatique et sciences de la Terre. Elle délivre des diplômes selon le système LMD (Licence, Master et Doctorat). Elle a aussi pour mission de promouvoir la recherche scientifique et technique afin de répondre aux exigences du développement économique, social et culturel particulièrement des régions du milieu marocain. C'est l'un des établissements importants de l'université Ibn Zohr d'Agadir, couvrant tout le milieu marocain.

## Formation

### Présentation
Organisation générale des Études
L'inscription aux filières est ouverte à tous les étudiants ayant un baccalauréat scientifique ou un diplôme jugé équivalent. Elle permet à l’étudiant de choisir l’une des filières disponibles à la faculté des Sciences d’Agadir. Elles sont de deux types : filière générale dispensant un enseignement fondamental et filière professionnalisante à caractère professionnel.

### Organisation
Les différents enseignements qui composent chaque filière sont groupés en modules. Chaque module est composé d’une ou plusieurs matières (éléments de module). Les enseignements (modules) sont semestriels. Ces modules sont tous obligatoires, mais peuvent s'acquérir indépendamment les uns des autres et sont capitalisables. La filière assure la préparation et la délivrance des diplômes nationaux suivant les dénominations correspondant à l’architecture globale

### Enseignement
Les enseignements comportent :
- des cours magistraux CM
- des travaux dirigés TD
- des travaux pratiques TP
- des activités pratiques et des stages

## Filières et Diplômes

### Filières
Les filières (fondamentales) accréditées sont :
- Sciences de la Matière Physique SMP
- Sciences de la Matière Chimie SMC
- Sciences de la vie SVI
- Sciences de la terre et de l’Univers STU
- Sciences Mathématiques SM
- Sciences Mathématiques et Informatique SMI
- L'informatique appliqué (IA)

### Diplômes
- Bac +2 : Diplôme d'Études Universitaires Générales (DEUG)
- Bac +2 : Diplôme d'Études Universitaires Professionnel (DEUP)
- Bac +3 : Licence des Études fondamentales (LF)
- Bac +3 : Licence d'Exellence
- Bac +3 : Licence Professionnelle (LP)
- Bac +5 : Master (M)
- Bac +8 : Doctorat (D)